# شاهدخت‌ها
شاهزاده‌ها (اسپانیایی: Princesas‎) یک فیلم درام اسپانیایی به کارگردانی فرناندو لئون د آرانوا است که در سال ۲۰۰۵ منتشر شد. از بازیگران آن می‌توان به کاندلا پنیا، میکائلا نوارس، و کارلوس باردم اشاره کرد.